# Apolityczny Róg 2 Maja

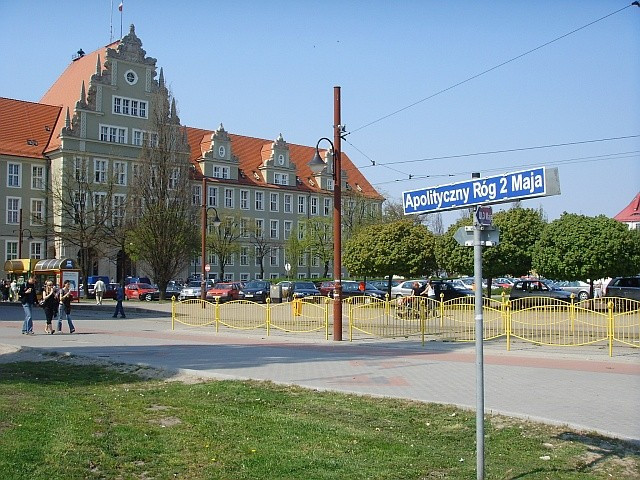
Skrzyżowanie ulic 1 i 3 maja

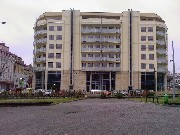

Apolityczny Róg 2 Maja – nieoficjalna nazwa skrzyżowania w Elblągu.
Pracownicy Radia Elbląg wymyślili, aby skrzyżowanie ul. 1 Maja z ul. 3 Maja nazwać Apolitycznym Rogiem 2 Maja. Po pewnym czasie urzędnicy elbląscy kazali zdjąć tabliczkę. Protesty mieszkańców sprawiły, że tabliczka została założona z powrotem. Jednak po kilku latach ponownie została usunięta.
Na początku listopada 2008 roku przy Apolitycznym Rogu 2 Maja oddano do użytku 8-kondygnacyjny budynek mieszkalno-usługowy.